# ジェイソン・モーガン
ジェイソン・モーガン（英: Jason M. Morgan、1977年 - ）は、アメリカ合衆国の歴史学者、日本史研究者、麗澤大学国際学部准教授。

## 経歴
アメリカ合衆国ルイジアナ州生まれ。
テネシー大学チャタヌーガ校で歴史学を専攻。その後、名古屋外国語大学、名古屋大学大学院、中国昆明市の雲南大学に留学。その後、ハワイ大学大学院で東アジア学、特に中国史を専門に研究。卒業後は、韓国の慶尚北道英陽郡で英語教師として滞在。再び日本に戻り、翻訳や講演活動に従事。2014～2015年、フルブライト研究者として早稲田大学大学院法務研究科で研究。
2016年、ウィスコンシン大学で博士号を取得。博士（日本史）。一般社団法人日本戦略研究フォーラム上席研究員を経て、2017年4月より麗澤大学外国語学部助教。2020年4月より同大学国際学部准教授。

## 人物
- 敬虔なカトリック教徒である[要出典]。
- 日本戦略研究フォーラム上席研究員、道徳科学研究所客員研究員、『ジャパン・フォワード』管理編集者も兼務している。
- 自らについて、「先祖の一部がチェロキー・インディアンです」、「私の中にはインディアンの血が流れている」[1]と述べている。

## 主張

### ディープステート
2023年12月、ディープステート（以下「DS」）について次のように主張した。
- 「DSの正体は、米中央情報局（CIA）、米連邦調査局（FBI）、米国防総省（ペンタゴン）、米国家安全保障局、米合衆国内国歳入庁、そして民主・共和両党にいるグローバリストなどのことです。」
- 「CIAやFBI、民主党のグローバリストは、あの手この手でトランプを引きずりおろそうと画策しました。…大統領に従うはずのCIAやFBIが、大統領を引きずりおろそうとする。これはアメリカ政府を操っているのが大統領ではないことを意味します。そう、アメリカは“影の政府”であるDSが操っているのです。」
- 「（DSの）実名をあげてみましょうか。／ジョン・ボルトン元大統領補佐官、ジェイムズ・クラッパー前国家情報長官、ジョン・ブレナンCIA元長官、サマンサ・パワー元米国連大使、スーザン・ライス米国民政策委員会委員長、ウィリアム・バーンズCIA長官、ジェイムズ・コミーFBI元長官、アンドリュー・マッケイブFBI元副長官、レオン・パネッタCIA元長官、マイケル・ヘイデンCIA元長官…このへんで十分でしょう。」
- 「DSが存在しないと言うのなら、なぜCIAやFBIは大手SNSに圧力をかけ、情報統制をおこなったのかについて、具体的な根拠をもって反論してほしいものです。」[2]

### プロライフ
プロライフの立場を取る。
2022年にはマーチ・フォー・ライフへの参加を呼び掛ける動画で、「マーチフォーライフっていう催しは、いわゆる「死の文化」Culture of Death、それから、それを全世界に押し付けようとしているグローバリズム、いわゆる、まあ国際的なエリートに反対する催しでございます。日本では最も重要な開催です。マーチフォーライフっていう催しほど大切な行動は、日本では無いでしょう。赤ちゃん、人間の命、受精してから自然に亡くなるまで、あらゆる人間が命を、神様から授かって、その命を自然に亡くなるまで大切にすることができるために、そのマーチフォーライフに、もし機会があれば是非、ご参加されますようにお願い申し上げます」と語った。
同年10月、生命尊重センターの招待で参議院議員会館で経口中絶薬を日本で使用することを認可しないように政治家や官僚を説得する役割を担うパネリストの1人となり、FDAに報告された何千もの副作用を指摘し、重度の出血、入院、死亡の統計を引用しつつ、アビー・ジョンソンとライラ・ローズの活動について話し、中絶反対の映画『アンプランド』を見るように勧め、「安全な中絶はありません」「それは神話です。中絶薬は子供を殺し、その母親を深刻な危険にさらすのです」と繰り返し訴えた。
2023年には小さないのちを守る会前代表の故辻岡建象牧師を追悼する記事を寄稿し、厚生労働省の経口中絶薬のパブリックコメントには認可反対のコメントを提出した。

### 世界平和統一家庭連合（旧統一教会）
2025年4月12日、香港紙アジア・タイムズ・オンラインでNHKから国民を守る党浜田聡参議院議員に世界平和統一家庭連合（旧統一教会）の解散命令請求についてインタビューし、「一部の信者が強制的に追放され、これはしばしば、信者を誘拐し、脱会を誓うまで本人の意思に反して監禁するという方法で行われてきた」との主張を掲載し、世界日報はモーガンが「韓国発祥の宗教団体とのつながりが指摘され、それを危険な団体と決めつけることで距離を置くという政治的計算であるとし、弁護士や活動家が家庭連合信徒への憎悪を掻き立てることで名を上げていると強調した」と報じた。

## 受賞
- 2024年、『私はなぜ靖国神社で頭を垂れるのか』により第7回アパ日本再興大賞を受賞[12]。

## 講演
- 2015年4月、一般社団法人・日本戦略研究フォーラムの定例シンポジウム「『歴史戦』をどう闘うか」に登壇し、「ナチス・ドイツと日本帝国は同類か―東京裁判史観が偏向する所以―」と題し日本語で講演。欧米社会で定説となっている偏向した歴史認識についてただした。
- 2024年8月、靖国神社で「私はなぜ靖国神社で頭を垂れるのか」という題で講演をした[13]。
- 2024年8月10日、「参政党フェス in 神戸」に登壇し、参政党代表の神谷宗幣とのトークセッションを行った[14][15]。同年12月7日には、参政党主催の「創憲フェス」に特別講師として招かれ、「日本国憲法は日本の恥じである」と題する講演を行った[16][17]。また、参政党が運営するYouTubeチャンネル「赤坂ニュース」などの番組に複数回ゲスト出演し、靖国神社参拝や日本の歴史認識、憲法問題、グローバリズムなどをテーマに参政党関係者と意見交換を行っている[18][19][20]。

## TV出演
- BSフジLIVE プライムニュース（BSフジ）
- 伊藤貫の真剣な雑談（日本文化チャンネル桜）
- 日本よ、今...「闘論!倒論!討論!」（日本文化チャンネル桜）
- 新春特別鼎談（日本文化チャンネル桜）

## 著書

### 単著
- 『アメリカはなぜ日本を見下すのか? : 間違いだらけの「対日歴史観」を正す』ワニブックス〈ワニブックス〈plus〉新書〉、2016年9月。ISBN 9784847065750。
- 『日本国憲法は日本人の恥である : 米国人歴史学者「目からウロコの改憲論」』悟空出版、2018年1月。ISBN 9784908117442。
- 『リベラルに支配されたアメリカの末路 : 日本人愛国者への警告』ワニブックス〈ワニブックスPLUS新書〉、2018年2月。ISBN 9784847066030。
- 『アメリカも中国も韓国も反省して日本を見習いなさい』育鵬社、2018年7月。ISBN 9784594080129。
- 『アメリカン・バカデミズム : 「反日」の本丸アメリカを撃て!』育鵬社、2019年9月。ISBN 9784594082918。
- 『歴史バカの壁 : 日本人とアメリカ人の歴史の誤解という分厚い壁を打ち砕く!』育鵬社、2020年7月。ISBN 9784594085599。
- 『私はなぜ靖国神社で頭を垂れるのか』方丈社、2022年7月。
- 『バチカンの狂気 : 「赤い権力」と手を結ぶキリスト教』ビジネス社、2022年12月。ISBN 9784828424651。
- 『日本が好きだから言わせてもらいます : グローバリストは日米の敵』モラロジー道徳教育財団、2023年4月。ISBN 9784896392876。
- 『私はなぜ靖国神社で頭を垂れるのか』方丈社、2024年8月。ISBN 978-4-910818-18-4。

### 共著
- ケント・ギルバート、伊藤俊幸・河野克俊・石平・兼原信克・アンドリー・ナザレンコ・谷口智彦 著、憲法BlueWave 編『日本の「平和」と憲法改正 : トークライブ 今こそ問う!』明成社、2023年5月。ISBN 9784905410720。
- 我那覇真子『LGBTの語られざるリアル: 日本はアメリカの悲劇に学べ!』ビジネス社、2023年12月。ISBN 9784828425757。
- Ramseyer, Mark; Morgan, Jason M. (2024). The Comfort Women Hoax: A Fake Memoir, North Korean Spies, and Hit Squads in the Academic Swamp. Encounter Books. ISBN 9781641773454
- 星野ルネ『アフリカとアメリカ、ふたつの視点: 思いもよらない日本の見かた』育鵬社、2024年2月。ISBN 978-4-594-09243-6。
- 渡辺惣樹『覚醒の日米史観: 捏造された正義、正当化された殺戮』徳間書店、2024年6月。ISBN 9784198658342。
- 茂木誠『日本人が学ぶべき西洋哲学入門: なぜ、彼らはそう考えるのか?』TAC出版、2024年9月。ISBN 9784300107775。
- マックス・フォン・シュラー『日本を弱体化させるワシントンの陰謀を潰せ！』ビジネス社、2024年9月。ISBN 978-4828426624。

### 監訳
- キャンディス・オーウェンズ 著、我那覇真子 訳『ブラックアウト : アメリカ黒人による、“民主党の新たな奴隷農場”からの独立宣言』方丈社、2022年。ISBN 9784908925931。